# 薩博2000
薩博2000（瑞典語：Saab 2000）是一款以薩博340為基礎的渦槳飛機，擁有更高的載客量、速度、航程和更先進的航電。薩博公司原本希望透過此機型來取代舊式的薩博340，但令人難以置信的是錯誤的市場估算使薩博2000的銷量一直十分差，最後薩博公司更乾脆結束薩博2000的生產線、退出民用飛機生產界。

## 歷史
薩博公司早在1980年代已開款了薩博340，但隨著時代的轉變，薩博340又小又慢，難以與其它同型機種競爭，於是便開發一款新機種來取代薩博340。新機命名為薩博2000，載客量增至50人，長27.28米，翼展增加了15%，速度更快，目的是希望在支線客機市場佔一席位，希望能以低營運成本此一優點擊敗支線噴射客機。薩博2000在1988年12月15日取得25架（另加25架選擇權）來自十字航空的訂單後正式開發，是340型的延長版，機身橫切面與薩博340型一樣寬2.16米，機身延長了7.55米，標準載客量為50人，最大載客量達58人；駕駛艙採用六個羅克韋爾·柯林斯Pro Line 4EFIS顯示器，以全權數位發動機控制系統（FADEC）管理發動機，採用兩個4,152馬力的艾莉森公司的GMA 2100發動機，配置六片扇葉，發動機位置遠離客艙，甚至有一個系統能有效減低客艙的噪音。
薩博公司與多家公司簽定合同，負責供應不同的部件，包括CASA負責提供機翼，薩科-瓦爾梅特公司負拱尾翼和升降舵和希斯巴諾-蘇莎負責提供發動機整流罩。薩博2000的原型機，註冊編號SE-001在1992年3月26日首飛，在飛行測試中所有性能都符合設計需求，甚至能在8分鐘內爬升9000米。經過超過1200小時的飛行測試後，薩博2000在1994年3月31日取得歐洲適航證，4月29日取得美國的適航證，首架飛機在1994年9月30日同樣交付給薩博340的首個客戶十字航空。
然而，好景不常，新興對手龐巴迪宇航和巴西航空工業已經研製出一款與薩博2000同樣座級的噴射機－CRJ與ERJ-145系列，速度比仍然使用渦輪旋槳的薩博2000快很多，這對薩博來說是一個大威脅。使薩博2000銷量一量不佳，甚至最終在1999年關閉生產線，永遠退出飛機生產界。
薩博2000共生產63架，其中兩架為專為日本民航局而生產的薩博2000FI，在1999年停產，當時薩博公司發現市場上對這種機型仍有小量需求。儘管生產線已關掉，但目前薩博公司仍提供有關維護和飛機租賃等工作。

## 事故
2019年10月17日，半島航空3296號班機在阿馬克納克島的湯姆麥德遜機場降落時衝出跑道，最終在墜海前及時停下，但仍有1名乘客因螺旋槳破裂插進客艙而喪生，其餘乘客全數生還。調查後發現飛機降落時遭遇大順風，導致無法及時停下。這次事故被輯製成空中浩劫第二十四季的「Disaster at Dutch Harbour」。